# The Icicle Works
The Icicle Works ist eine britische Indie-Popband der 1980er Jahre um den Sänger und Songwriter Robert Ian McNabb.

## Geschichte
Die Band benannte sich nach einer Kurzgeschichte von Frederik Pohl. Laut Werbetext ihrer deutschen Plattenfirma Virgin Records wies ihre 1984 erschienene Debüt-LP „Einflüsse auf, die an Tom Waits, die Doors, die Simple Minds oder The Teardrop Explodes erinnern, jedoch mit origineller Eigenständigkeit verarbeitet worden sind.“
Wirklich kommerziellen Erfolg hatten The Icicle Works allerdings nicht, nur die Single Birds Fly (Whisper To A Scream), produziert und abgemischt vom britischen Musikproduzenten Hugh Jones schaffte es 1984 in die US-Top 40. 1990 veröffentlichte Ian McNabb mit Permanent Damage das letzte reguläre ebenfalls nicht erfolgreiche Album der Icicle Works, das bereits eher ein Soloalbum McNabbs war, da die anderen Originalmitglieder der Band nicht mehr mitwirkten. Nach Auflösung der Band startete der Sänger und Songwriter eine Solokarriere. Musikalisch bewegte er sich hier mehr in Richtung Folk-Rock. Das Album Truth & Beauty kürte der deutsche Musikexpress zur „Platte des Monats“.

## Diskografie

### Alben
- 1984: The Icicle Works
- 1985: Small Price of a Bicycle
- 1985: Seven Singles Deep
- 1985: The Icicle Works (Compilation)
- 1987: If You Want to Defeat Your Enemy Sing His Song
- 1988: Blind
- 1990: Permanent Damage
- 1992: The Best Of
- 1994: BBC Live in Concert

### Singles
- 1982: Ascending (EP-Cassette)
- 1983: Nirvana
- 1983: Birds Fly (Whisper to a Scream) / Reverie Girl
- 1983: Love Is a Wonderful Colour
- 1984: Birds Fly (Whisper to a Scream) / In the Cauldron of Love (Re-Release; US-B-Seite: In the Dance the Shamen Led)
- 1984: Hollow Horse
- 1985: All the Daughters (Of Her Father’s House)
- 1985: Seven Horses
- 1985: When It All Comes Down
- 1986: Rapids (Promo)
- 1986: Understanding Jane
- 1986: Who Do You Want for Your Love
- 1986: Up Here in the North of England
- 1987: Evangeline
- 1987: High Time
- 1988: The Kiss Off (12″, CD und Cassette als: The Numb EP)
- 1988: Little Girl Lost
- 1988: Here Comes Trouble
- 1988: The Evening Show Sessions (14. November 1982)
- 1989: The Kiss Off (US-Single)
- 1990: Motorcycle Rider
- 1990: Melanie Still Hurts
- 1990: I Still Want You
- 1992: Understanding Jane ’92

### Videoalben
- 1986: Seven Horses Deep – Live (VHS)